# Pilštanj
Pilštanj je naselje u slovenskoj Općini Kozju. Pilštanj se nalazi u pokrajini Štajerskoj i statističkoj regiji Savinjskoj. 
Rodno je mjesto kneginje i svetice Eme Krške.

## Stanovništvo
Prema popisu stanovništva iz 2002. godine naselje je imalo 127 stanovnika.